# 이카리아

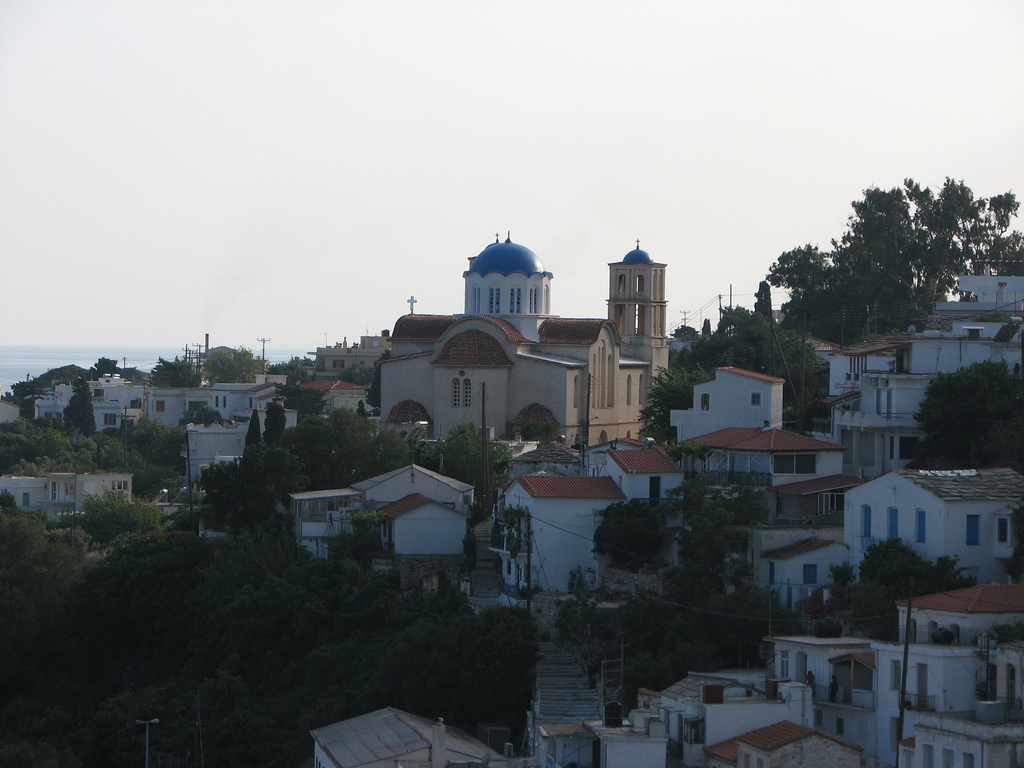

이카리아(그리스어: Ικαρια, Icaria)는 사모스섬에서 남서쪽으로 10해리(19km) 떨어진 에게해에 있는 그리스 섬이다.
행정적으로 이카리아는 북에게해 지역의 일부인 이카리아 지역 단위 내에서 별도의 자치체를 형성한다. 섬의 주요 도시이자 자치단체의 소재지는 아기오스 키리코스(Agios Kirykos)이다. 섬의 역사적인 수도로는 오에노에, 에브딜로스가 있다.
전통에 따르면 그 이름은 그리스 신화에 나오는 다이달로스의 아들 이카로스가 근처 바다에 빠졌다고 전해지는 데서 유래했다고 한다.